# ابن شعار موصلی
کمال‌الدین مبارک بن احمد بن حمدان معروف به ابن شعار موصلی (۵۹۵ – ۶۵۴ قمری) تذکره‌نویس قرن ششم و هفتم هجری است. مشهورترین اثر او، قلائد الجمان نام دارد که یک دانشنامه ده جلدی شامل شرح حال بیش از هزار نفر از شاعران عرب‌زبان است.